# Боулинг фор Суп
Bowling for Soup е американска поп пънк комедийна група от Тексас, създадена през 1994 г., номинирана за Грами.
Известна със синглите „Girl All The Bad Guys Want“ (номиниран за награда Грами през 2003) и „1985“, тя е продала повече от 1 милион копия от студийните си албуми, включително и компилации от филмовите/телевизионните им саундтракове.

## История
Bowling for Soup е сформирана през 1994 от Джарет Реддик (вокали, китара), Ерик Чандлър (бас, вокали). Моррил напуснал групата през 1998 (в добри взаимоотношения с останалите) и бил заменен с Гери Уасмен. През 1998 записват първият си студиен албум Rock on Honorable Ones!! с музикалния лейбъл FFROE. Вторият им албум, Tell Me When To Whoa!!!, е издаден година по-късно през същия лейбъл. Той продава над 10 000 копия. Тогава Jive Records подписват договор с групата. Let's Do It for Johnny! е големият им дебют с главен музикален лейбъл. Издаден през 2000, той съдържа повече презаписани песни от старите им албуми, както и нови песни, заедно с кавър на песента на Брайън Адамс „Summer of '69“.

### 2002:Drunk Enough to Dance
През 2002, групата записва втория си албум в голяма звукозаписна компания, Drunk Enough to Dance. Водещият сингъл, „Girl All the Bad Guys Want“ влиза в топ 10 в Обединеното Кралство и в топ 100 в САЩ. Следващата година, сингълът е номиниран за награда Грами в категория Най-добро поп изпълнение от група или дуо.
Успехът на песента помага на Drunk Enough to Dance да достигне #2 при Billboard Top Heatseekers за албуми, като достига #129 в Billboard 200. Последвалият сингъл „Emily“ не се представя толкова добре, достигайки #67 в Обединеното Кралство, но не дебютира в САЩ. Заради големият успех на „Girl All the Bad Guys Want“, продуцентите решили че трябва да издадат още един сингъл, но не от албума Drunk Enough to Dance. За това групата записала още една песен, „Punk Rock 101“, която била пусната като сингъл. Песнета е включена в приздадения Drunk Enough to Dance. Тя се представя по-добре от „Emily“, достигайки #43 във Великобританските класации. В подкрепа на албумът им, Bowling for Soup тръгват на турне в Кралството, подкрепяни от местни групи като [spunge].

## Членове

### Настоящи членове
- Джарет Реддик – водещ вокал, китара (1994 – до наши дни)
- Ерик Чандлър – бас, беквокал (1994 – до наши дни)
- Крис Бърней – водещ китарист, беквокал (1994 – до наши дни)
- Гери Уайсмен – барабани (1998 – до наши дни)

### Бивши членове
- Ланс Моррил – барабани, беквокал (1994 – 1998)

### Сингли
| Година | Заглавие                     | Позиции в класацията  | Позиции в класацията       | Позиции в класацията | Позиции в класацията | Албум                                |
| Година | Заглавие                     | UK Класация за Сингли | US Класация за Модерен Рок | US Горещите 100      | US Поп 100           | Албум                                |
| ------ | ---------------------------- | --------------------- | -------------------------- | -------------------- | -------------------- | ------------------------------------ |
| 2000   | „The Bitch Song“             | —                     | —                          | —                    | —                    | Let's Do It for Johnny!              |
| 2000   | „Suckerpunch“                | —                     | —                          | —                    | —                    | Let's Do It for Johnny!              |
| 2002   | „Girl All the Bad Guys Want“ | 8                     | 38                         | 64                   | —                    | Drunk Enough to Dance                |
| 2002   | „Emily“                      | 67                    | —                          | —                    | —                    | Drunk Enough to Dance                |
| 2003   | „Punk Rock 101“              | 43                    | —                          | —                    | —                    | Drunk Enough to Dance (Reissue Only) |
| 2004   | „1985“                       | 35                    | —                          | 23                   | —                    | A Hangover You Don't Deserve         |
| 2005   | „Almost“                     | 100                   | —                          | 46                   | 23                   | A Hangover You Don't Deserve         |
| 2005   | „Ohio (Come Back to Texas)“  | —                     | —                          | —                    | 59                   | A Hangover You Don't Deserve         |
| 2006   | „I Melt with You“            | —                     | —                          | —                    | —                    | Bowling for Soup Goes to the Movies  |
| 2006   | „High School Never Ends“     | 40                    | —                          | 97                   | 79                   | The Great Burrito Extortion Case     |
| 2007   | „When We Die“                | —                     | —                          | —                    | —                    | The Great Burrito Extortion Case     |
| 2007   | „I'm Gay“                    | —                     | —                          | —                    | —                    | The Great Burrito Extortion Case     |

### Други появи
- „Guard My Heart“ (от филмът на HBO Sardines)
- „Why I Love Yellowcard“ (Tim Wheeler EP)
- „5 O'Clock World“ (чуто в Шоуто на Дрю Кери)
- „Baby One More Time“ (от Freaky Friday)
- „Here We Go“ (от сундтракът към Scooby-Doo 2: Monsters Unleashed)
- „Bare Necessities“ (от  ДисниМания (DisneyMania) 3 CD)
- „Lil' Red Riding Hood“ (от саундтракът към Прокълнати)
- „Undertow“ (от саундтракът към Summerland)
- Приятелска детска версия на „I Melt with You“ (от саундтракът към Sky High)
- „Punk Rock 101“ (от видеоиграта NHL 2004)
- „Suckerpunch“ (трудна и рядко виждана във филма Crossroads през 2002)
- „Ghostbusters“ (от саундтракът към Just Like Heaven)
- „Punk Rock 101“ and „I Ran“ (от видеоиграта Backyard Wrestling)
- „The Last Rock Show“ (чуда в епизодът на Малкълм „Семейно събиране (Family Reunion)“ 2002)
- „The Girl All The Bad Guys Want“ (чута във филма The New Guy)
- „Almost“ (чута във филма Dirty Deeds)
- „Gilligan's Island Theme“ (чута в The Real Gilligan's Island)
- „Greatest Day“ (чута в Dickie Roberts: Former Child Star, както и в оригиналния филм на Никелодеон „Last Day of Summer“ и следващата голяма стъпка на Макс Кебъл)
- „I Ran“ (обложка на сингъла Flock Of Seagulls включен в Knights of the Zodiac; също така включена като допълнителна песен в Drunk Enough to Dance)
- Глевната песен към „Приключенията на Двими Неутрон, момчето гений“
- 1985 (включена във видеоиграта SingStar Rocks!)
- Появили се на Download Festival 2007, със „Almost“, „1985“, „Girl all the Bad Guys Want“, и „I Wanna be Sedated.“